# دیفلتس
دیفلتس (به آلمانی: دیپهولز) یک شهر در آلمان است که در دیفلتس واقع شده‌است.

## خصوصیات
دیفلتس ۱۶۶٬۶۵۲ نفر جمعیت دارد.

## خواهرخوانده
شهرهای Thouars و استاروگارد گدانسکی خواهرخوانده‌های دیفلتس هستند.